# دوروثيا باك
دوروثيا باك (بالألمانية: Dorothea Buck)‏ هي نحّاتة وكاتِبة ألمانية، ولدت في 5 أبريل 1917 في ناومبورغ في ألمانيا، وتوفيت في 9 أكتوبر 2019.